# Wronowo (województwo wielkopolskie)
Wronowo – osada w Polsce położona w województwie wielkopolskim, w powiecie kościańskim, w gminie Kościan.
W okresie Wielkiego Księstwa Poznańskiego (1815-1848) miejscowość wzmiankowana jako Wronowo należała do wsi mniejszych w ówczesnym pruskim powiecie Kosten rejencji poznańskiej. Wronowo należało do okręgu krzywińskiego tego powiatu i stanowiło część majątku Turwia (dziś Turew), którego właścicielem był wówczas (1846) gen. Dezydery Chłapowski. W skład majątku Turwia wchodził także Rombin oraz folwark Rombinek. Według spisu urzędowego z 1837 roku Wronowo liczyło 88 mieszkańców, którzy zamieszkiwali 6 dymów (domostw).
W latach 1975–1998 miejscowość należała administracyjnie do województwa leszczyńskiego.